# Conceição - Autor Bom É Autor Morto
Conceição - Autor Bom É Autor Morto é um filme brasileiro de 2007, produzido pela Universidade Federal Fluminense dirigido por André Sampaio, Cynthia Sims, Daniel Caetano, Guilherme Sarmiento e Samantha Ribeiro.

## Elenco
- Augusto Madeira
- Dado Amaral
- Jards Macalé
- Thelmo Fernandes
- André Sampaio
- Guilherme Sarmiento
- Ricardo Miranda
- Samir Abujanra